# HD122208
HD122208 — хімічно пекулярна зоря спектрального класу A2, що має видиму зоряну величину в смузі V приблизно  7,9.
Вона  розташована на відстані близько 819,5 світлових років від Сонця.

## Пекулярний хімічний склад
Зоряна атмосфера HD122208 має підвищений вміст 
Cr
.